# Thiên hoàng Shōkō
Thiên hoàng Shōkō (称光天皇Shōkō-tennō) (12 tháng 5 năm 1401 – 30 tháng 8 năm 1428) là Thiên hoàng thứ 101 của Nhật Bản theo danh sách kế thừa truyền thống. Ông trị vì từ năm 1412 đến năm 1428.

## Phả hệ
Tên cá nhân của ông là Mihito (ban đầu được viết như 躬 仁, và sau đó viết như 実 仁). Ông là con trai cả của Thiên hoàng Go-Komatsu. Mẹ ông là Hinonishi Motoko (日 野 西 資 子), con gái của Hino Sukekuni. Ông không có con thừa kế, được kế ngôi bởi người chắt của Thiên hoàng Sukō - tức Thiên hoàng Go-Hanazono.
Trong thời gian cha trị vì, ông được cử làm Thái tử kế vị.

## Lên ngôi Thiên hoàng
Ngày 05 Tháng 10 năm 1412, Thiên hoàng Go-Komatsu chính thức thoái vị và con trai ông, thân vương Mihito chính thức lên ngôi và lấy hiệu là Thiên hoàng Shōkō. Tên hiệu "Shōkō" của ông được ghép từ các ký tự đầu tiên của tên hiệu các vị Thiên hoàng trước đó là Thiên hoàng Shōtoku và Thiên hoàng Kōnin - hai vị Thiên hoàng nổi tiếng của thời kỳ Nara (710 - 794).
Do thân vương còn quá trẻ mà quyền lực của Thượng hoàng và Shogun Ashikaga lại quá lớn, nên từ năm 1412 đến 1414 là thời gian Shōkō "tập tành quản lý triều chính", chứ chưa chính thức đăng quang ngôi Thiên hoàng. Người cai trị thực tế trong thời gian khuyết ngôi Thiên hoàng là Thượng hoàng Go-Komatsu với sự trợ giúp của Shogun nhà Ashikaga
Ngày 29 tháng 1 năm 1415 (niên hiệu Ōei thứ 21): Shōkō chính thức đăng quang, trở thành Thiên hoàng thứ 101 của Nhật Bản. Ông sử dụng lại niên hiệu của cha, lập thành niên hiệu Ōei nguyên niên (1/1415 – 4/1428).
Năm 1416 - 1417, Thiên hoàng cử Mochiuji đánh dẹp cuộc khởi nghĩa của Uesugi.
Năm 1418, Shogun Ashikaga Yoshimochi ra lệnh xây dựng lại thần cung Asama tại núi Phú Sĩ trong tỉnh Suruga.
Tháng 7/1419, vua Thế Tông (1418 - 1450) của nhà Triều Tiên đem quân xâm chiếm tỉnh Tsushima. Quân Triều Tiên phối hợp cùng cướp biển Nhật Bản với số lượng 17.000 người, hơn 200 thuyền tấn công vào các khu vực gần bờ biển Nhật Bản.
Năm 1420, nạn đói nghiêm trọng làm nhiều người dân Nhật chết. Mặc khác, các Shogun Ashikaga lên ngôi còn nhỏ tuổi (Shogun Yoshikatsu qua đời ở tuổi 19) làm chính trị rối ren, không quản lý được đất nước.
Ngày 30 tháng 8 năm 1428 (Shōchō nguyên niên, 20 tháng 7 âm lịch): Thiên hoàng Shōkō băng hà ở tuổi 27. Sách Nihon Odai Ichiran cho rằng, nguyên nhân cái chết của ông là "Ce prince, s'occupait de magie et du culte de démons, mens une vie pure, et observa rigoureusement l'abstinence et le jeùne." (tạm dịch: Thân vương, người luôn sử dụng và tin mù quáng vào phép thuật và sùng bái ma quỷ để có cuộc sống trong sạch, tuân thủ nghiêm việc ăn chay và tập quan sát). Sau khi ông mất, Thượng hoàng Go-Komatsu đưa em họ của ông lên ngôi, hiệu là Thiên hoàng Go-Hanazono.
Ông không có người kế tự, không đặt chức quan nào khi đang ở ngôi.

### Niên hiệu
1. Ōei (1415–1428)
2. Shōchō (1428-1429)